# Beynes (Yvelines)
Beynes is een plaats in Frankrijk, op 34 km ten westen van het centrum van Parijs. De rivier de Mauldre komt door Beynes.
In de gemeente ligt het station Beynes.

## Kaart
De onderstaande kaart toont de ligging van Beynes (Yvelines) met de belangrijkste infrastructuur en aangrenzende gemeenten.

## Demografie
Onderstaande figuur toont het verloop van het inwonertal, bron: INSEE-tellingen. 

## Websites
- (fr)  Statistische informatie op de website van INSEE

1. ↑  Populations de référence 2022.